# Galileo Ferraris (1935)
«Галілео Ферраріс» (італ. Galileo Ferraris) — військовий корабель, підводний човен типу «Аркімеде» Королівських ВМС Італії за часів Другої світової війни.
«Галілео Ферраріс» був закладений 15 жовтня 1931 року на верфі компанії Cantieri navali Tosi di Taranto у Таранто. 11 серпня 1934 року він був спущений на воду, а 31 серпня 1935 року увійшов до складу Королівських ВМС Італії.

## Історія служби
«Галілео Ферраріс» тричі підпільно брав участь в іспанській Громадянській війні, під час якої став одним з найактивніших італійських підводних човнів, а також найрезультативнішим. 9 лютого 1937 року він затопив біля узбережжя Таррагони іспанський республіканський пароплав SS Navarra (1688 тонн).
14 серпня того ж року він перехопив в Егейському морі поблизу острову Тенедос судно SS Ciudad de Cádiz (4602 GRT), який вийшов з Одеси до Барселони, маючи на борту зброю для республіканців. Торпедною атакою та вогнем корабельних гармат судно було затоплено. Через чотири дні він безуспішно намагався торпедувати пароплав Aldecoa, тоді як через кілька годин він успішно торпедував і затопив пароплав SS Armuru (2762 GRT).
На момент вступу Італії у Другу світову війну перебував у Червоному морі, у Массауа (Еритрея). Брав участь у Східноафриканській кампанії, діяв в акваторії Червоного моря. Після розгрому італійських військ на сході Африки, з кінця 1940 року човен разом з декількома італійськими підводними човнами («Альберто Гульєльмотті», «Аркімеде» і «Перла») перейшов до Атлантичного океану в обхід Африканського континенту. В подальшому італійські кораблі діяли в Атлантиці, базуючись у Бордо (BETASOM) під німецьким командуванням.
З 15 травня по 1 жовтня 1941 року «Ферраріс» залишався у ремонті. 14 жовтня (під командуванням лейтенанта Філіппо Флореса) він вирушив на свою першу місію в Атлантику, спрямувавши у район на схід-північний схід від Азорських островів.
25 жовтня 1941 року вранці, італійський човен наблизився до конвою, сплив на поверхню і був виявлений літаючим човном Королівських ПС Великої Британії PBY «Каталіна» (пізніше прилетів другий літак), який уразив «Ферраріс» глибинними бомбами, заважаючи йому пірнути на глибину; невдовзі прибув британський ескортний міноносець «Ламертон», який артилерійським вогнем потопив італійський човен. Корабель затонув приблизно в 400 милях від Гібралтарської протоки, на схід від Азорських островів, при цьому загинули два офіцери, два старшини та два моряки, а решту екіпажу, 44 особи, взяли у полон.